# Marcus Engelke
Marcus Engelke (* 3. März 1972 in Hamburg) ist ein ehemaliger deutscher Basketballspieler. Der 2,01 große Centerspieler stand während seiner Karriere unter anderem im Kader der Bundesligisten Oldenburger TB und BCJ Hamburg.

## Werdegang
Engelke spielte für den Eimsbütteler TV in der Stadtliga. 1995 empfahl er sich während einer in Hamburg ausgetragenen Sommerliga für höhere Aufgaben und wurde im Juli 1995 als Neuzugang des Zweitligisten SC Rist Wedel vorgestellt. Noch in der Vorbereitung auf das Spieljahr 1995/96 verließ Engelke die Wedeler wieder. 1997 wechselte er erneut zu Rist Wedel in die 2. Bundesliga und entwickelte sich dort zum Leistungsträger auf der Centerposition. Im Sonderheft des Fachblatts Basketball zur Bundesliga-Saison 2000/01 wurde Engelke bezüglich seiner Stärken als Basketballspieler als „ehrgeiziger Kämpfer“ und „Kraftpaket“ bezeichnet.
Im Sommer 2000 wurde er vom Bundesliga-Aufsteiger Oldenburger TB verpflichtet, spielte dort wie früher in Wedel unter Trainer Ivan Vojtko. Er erhielt in Oldenburg aber nur wenig Einsatzzeit und wechselte während der Saison 2000/01 innerhalb der Bundesliga dann zum BCJ Hamburg, der ihn ebenfalls bereits vor dem Saisonbeginn hatte holen wollen. Er sei „ein Kämpfer und sich auch für die Drecksarbeit nicht zu schade“, sagte Hamburgs damaliger Trainer Peter Schomers anlässlich der Verpflichtung Anfang März 2001 über Engelke. Für die Hamburger erzielte er in 17 Bundesliga-Spielen insgesamt 57 Punkte sowie 58 Rebounds. Nach der Saison beendete Engelke seine Profikarriere und spielte anschließend unterklassig wieder für den Hamburger Verein Eimsbütteler TV. Der Bankkaufmann und studierte Betriebswirt wurde unternehmerisch tätig, unter anderem als selbständiger Berater und Trainer für Unternehmen und Einzelpersonen sowie als Inhaber von Autowaschanlagen. In der Basketballabteilung des Eimsbütteler TV wurde er 2020 Leistungskoordinator.
Als Co-Trainer der U14-Mannschaft der Hamburg Towers trug Engelke dazu bei, dass der Nachwuchs des Bundesligisten 2024 deutscher Vizemeister wurde.